# Inspiración Espiración
Inspiración Espiración Es el segundo álbum de Gotan Project , lanzado en 2004.

## Pistas
1. "La Cumparsita" - 0:32
2. "Cité Tango" - 3:54
3. "Round About Midnight" - 7:09
4. "Confianzas" - 5:28
5. "The Man (El Hombre Remix)" - 7:12
6. "Percusiόn (Parte 1)" - 4:14
7. "La Del Ruso (Calexico Versión)" - 7:01
8. "El Capitalismo Foráneo (Antipop Consortiun Remix)" - 3:26
9. "Tres Y Dos (Tango)" - 2:52
10. "M.A.T.H." - 2:55
11. "Tríptico (Peter Kruder Trip De Luxe)" - 10:10
12. "Santa Maria (Del Buen Ayre) (Pepe Bradock Wider Remix)" - 7:06

Bonus CD
1. "La Cruz Del Sur" - 5:33
2. Vídeo "Sentimentale" (Director – Prisca Lobjoy) - 9:44

## Personal
- Philippe Cohen Solal
- Christoph H. Müller
- Eduardo Makaroff